# Föhrig
Föhrig ist ein Gemeindeteil der Gemeinde Trogen im Landkreis Hof (Oberfranken, Bayern). Föhrig liegt in der Gemarkung Trogen.

## Geografie
Östlich der Einöde fließt der Litschenbach, der linke Oberlauf der Nördlichen Regnitz. Eine Gemeindeverbindungsstraße führt nach Unterhartmannsreuth (1,5 km westlich) bzw. nach Trogen zur Kreisstraße HO 13 (3 km südlich).

## Geschichte
Von 1797 bis 1810 unterstand Föhrig dem Justiz- und Kammeramt Hof. Infolge des Ersten Gemeindeedikts wurde Föhrig dem 1812 gebildeten Steuerdistrikt Trogen und der zugleich entstandenen Ruralgemeinde Trogen zugewiesen.

### Einwohnerentwicklung
| Jahr      | 1799  | 1819  | 1861  | 1871  | 1885   | 1900   | 1925   | 1950   | 1961   | 1970   | 1987   | 2021 |
| Einwohner | 16    | 21    | 19    | 27    | 32     | 22     | 18     | 17     | 18     | 16     | 8      | 8    |
| Häuser    | 4     |       |       |       | 5      | 5      | 3      | 3      | 3      |        | 2      |      |
| Quelle    | [ 7 ] | [ 4 ] | [ 8 ] | [ 9 ] | [ 10 ] | [ 11 ] | [ 12 ] | [ 13 ] | [ 14 ] | [ 15 ] | [ 16 ] |      |

## Religion
Föhrig ist evangelisch-lutherisch geprägt und gehört bis heute zur Kirchengemeinde Trogen.